# Nannophlebia mudginberri
Nannophlebia mudginberri is een libellensoort uit de familie van de korenbouten (Libellulidae), onderorde echte libellen (Anisoptera).
De wetenschappelijke naam Nannophlebia mudginberri is voor het eerst geldig gepubliceerd in 1991 door Watson & Theischinger.